# 山下毅雄
山下 毅雄（やました たけお、1930年3月7日 - 2005年11月21日）は、日本の作曲家、編曲家である。兵庫県神戸市出身。幼稚舎から一貫して慶應義塾で学び、慶應義塾大学経済学部を卒業。愛称はヤマタケ。
次男の山下透も作曲家で、父親のリスペクト・アルバムやリスペクト本に係わっている。

## 人物
幼少期からフルートに親しみ、ジャズ、ハワイアンの手法を独学で学ぶ。大学在学中に作曲を始め、ラジオ放送で賞を獲得し、その才能を発揮する。同じころに影絵作家の藤城清治と出会い、NHK『学生の時間』の音楽を担当。後にビクターレコード専属となり、1960年（昭和35年）にLP『黒猫』、翌年に『黒い足音』を発表。
主としてラジオ、テレビドラマ、アニメ、CMの音楽を数多く作曲し、『七人の刑事』の主題歌で1962年（昭和37年）第4回日本レコード大賞新人作曲賞を受賞した。
他の代表作には『プレイガール』、『大岡越前』、『佐武と市捕物控』、『ルパン三世』（TV第1シリーズ）、『クイズタイムショック』（田宮二郎・山口崇が司会の時代）、『霊感ヤマカン第六感』、『パネルクイズ アタック25』などがある。手がけた楽曲は7000曲に及ぶといわれる。ただし、これについては実子の山下透が自身も作曲に関わっていたことを明かしており、本人が作曲した正確な曲数は不明。
口笛の名手であり、作曲にあたっては、スキャット（伊集加代子によるものが多い）や自らの口笛・声を曲に多く取り入れ、同一の旋律の繰り返しを多用する技法で親しみやすい曲作りに努めた。『大岡越前』や『霊感ヤマカン第六感』、『パネルクイズアタック25』、『おはようワイド・土曜の朝に』、『スーパージェッター』などの主題曲の口笛、『クイズタイムショック』の主題曲中の「タ～イムショック!!」や『パネルクイズアタック25』の主題曲の「アタック!!」の声は本人のものである。
1970年頃には、日本テレビ『崑ちゃんのとんかちうたじまん』（大村崑司会）の審査員長として出演したこともあった。
2005年11月21日午後5時38分、脳血栓のため神奈川県横浜市内の自宅で死去。75歳没。

## 作風
付加六度や変位11や13の和音など、モダン・ジャズの世界で可能性が究められたテンションコードが、テレビやラジオなどの日本の放送音楽で何の障害もなく流れるようになったのは、当時としてはかなり画期的なことであり、1980年代以後のテクノ歌謡に関ったミュージシャンがこれらのコードの正確な知識を持たずに単純な主和音しか用いることが出来なかったことで、かえって独創性が明らかになった。
その一方でルパン三世 (TV第1シリーズ)のOPでは本来のテンションコードの乱発がないが、「主要三和音」の平行移動と転調進行が巧みに混ぜられている。
同一の旋律のみならず、同一の歌詞の繰り返しも多く、日本的なセンスからはかなり遠くに位置する音楽性を定着させたことが、後年大友良英らのミュージシャンによって改めて再評価されている。

## 作品

### テレビドラマ
- 七人の刑事（TBS）
- 東芝日曜劇場（TBS）
  - 慕情
  - 煙の王様
  - 生まれた芽
  - 廃市
  - 限りある日を愛に生きて
  - ありがとう私をお嫁さんにしてくれて…･
  - 妻が娘になる時
  - 出来ごころ
  - 紬の里
  - カルテロ・カルロス日本へ飛ぶ
  - 妻の座（八千草薫主演）
  - わが顔を（原作：遠藤周作）
- 孤独のメス（TBS）
- 刑事物語（TBS）
- すっ飛び野郎
- ローンウルフ 一匹狼（日本テレビ）
- プレイガール（東京12チャンネル=現・テレビ東京）
- 時間ですよ（TBS）
- 怪奇ロマン劇場（NET=現・テレビ朝日）
- ゴールドアイ（日本テレビ）
- はーい、ただいま（TBS）
- 花は花よめ（日本テレビ）
- 十手野郎捕物控（TBS）
- ターゲットメン（NET=現・テレビ朝日）
- ナショナル劇場（TBS・C.A.L）
  - 大岡越前シリーズ
  - 江戸を斬る 梓右近隠密帳
- ナショナルゴールデン劇場（NET=現・テレビ朝日）
  - 逃亡
  - 北斗の人
  - 十一番目の志士
- 隼人が来る（フジテレビ）
- ポーラテレビ小説（TBS）
  - パンとあこがれ
  - 薩摩おごじょ
- まごころ（TBS）
- 恋は大吉（日本テレビ）
- 黄色いトマト（NET=現・テレビ朝日）
- くるくるくるり（日本テレビ）
- プレイガールQ（東京12チャンネル=現・テレビ東京）
- 新・七人の刑事（TBS）
- 鬼平犯科帳（NET=現・テレビ朝日）
- 七人の刑事（新）（TBS）
- 紫頭巾（東京12チャンネル=現・テレビ東京）
- 世なおし奉行（NET=現・テレビ朝日）
- 狼・無頼控（毎日放送）
- おはよう24時間（TBS）
- 半七捕物帳（テレビ朝日）（※シリーズ全体の音楽を担当したほか、第21話には絵師の役でゲスト出演。）
- いごっそう段六（NHK総合）
- 大岡越前（NHK BSプレミアム）
- 虹子の冒険（テレビ朝日）

### テレビアニメ
- 仙人部落（フジテレビ）
- スーパージェッター（TBS）
- わんぱく探偵団（フジテレビ）
- のらくろ（フジテレビ）
- 冒険ガボテン島（TBS）
- 佐武と市捕物控（毎日放送・NETテレビ=現・テレビ朝日）
- ゴルゴ13（1971年版）（TBS）
- ルパン三世 (TV第1シリーズ)（よみうりテレビ・日本テレビ）
- ガンバの冒険（日本テレビ）
- アンデス少年ペペロの冒険（NETテレビ=現・テレビ朝日）
- キリンのものしり館（毎日放送）[3]

### 特撮
- 悪魔くん（NETテレビ=現・テレビ朝日）
- 丸出だめ夫
- 怪盗ラレロ
- ジャイアントロボ（NETテレビ=現・テレビ朝日）
- レッドマン
- 行け!ゴッドマン
- 行け! グリーンマン

### クイズ番組
- クイズタイムショック（第1期）（NET=現・テレビ朝日）
- パネルクイズ アタック25（朝日放送テレビ）
  - パネルクイズ アタック25 Next（BSJapanext・朝日放送テレビ）
- 霊感ヤマカン第六感（朝日放送テレビ）
- 私は名探偵 完全犯罪をつぶせ!（テレビ東京）

### 情報番組
- ワイドショー・プラスα（朝日放送テレビ）
- おはよう地球さん（TBS）
- おはようワイド・土曜の朝に（朝日放送テレビ）
- パック2（北海道放送）

### 映画
- 遠い一つの道
- 七人の刑事
- 七人の刑事 女を探がせ
- スーパージェッター
- ペチコート作戦
- ごんたくれ
- 夜の縄張り
- 闇を裂く一発
- フリーセックス 十代の青い性
- 断絶の世界
- 太陽は見た
- 人斬り観音唄
- 博徒外人部隊
- カポネの舎弟 やまと魂
- 現代やくざ 血桜三兄弟
- 日本暴力団 殺しの盃
- 魔犬ライナー0011変身せよ!
- 難病「再生不良貧血性」と闘う 君はいま光のなかに
- 兎の眼
- 装いの街
- 薩摩・盲僧琵琶
- 冒険者たち ガンバと7匹のなかま
- 嵯峨野の宿

### 歌謡曲
- 「真昼の罠」フランク永井
- 「波止場」〃
- 「おきなわ」〃
- 「涙の太陽」佐川ミツオ
- 「黒い愛」松尾和子
- 「愛の吐息」
- 「恋のムード」〃
- 「さすらい者」橋幸夫
- 「飴やまかり通る」〃
- 「若い夜」ジャニーズ
- 「むらさき色の雨」藤村真紀
- 「夜の花びら」〃
- 「ツブシタレ」東郷健
- 「好きなんや」〃
- 「雲よ風よ空よ」ペギー葉山
- 「青い月夜」平尾昌章
- 「京おんな」安藤孝子
- 「そむかれて」朝丘雪路
- 「さよなら砂丘」小野和子
- 「ひとりごと」西 真澄
- 「俺たちの明日」西郷輝彦
- 「涙から明日へ」堺正章

### 舞台
- 平田正於舞踊
- 能藤玲子創作舞踊研究所
- 子どもオペレッタ「雪ん子」ひばり児童合唱団

### CM
- 黄桜CMテーマ 1969年版･1975年版 (黄桜)

### 校歌
- 藤沢市立天神小学校校歌
- 藤沢市立湘南台小学校校歌
- 藤沢市立滝の沢小学校校歌
- 藤沢市立高倉中学校校歌
- 藤沢市立新林小学校校歌
- 藤沢市立鵠南小学校校歌
- 横浜市立桜井小学校校歌

### その他
- おびひろ市民のうた「光る風のなかに」
- 北海道文化放送 オープニング・クロージング・ステーションソング
- モントリオールオリンピック記念曲「マーチーズ・マーチ/バレーボール応援歌」歌：マーチーズ、ザ・ブレッスン・フォー

### オリジナルLP
- 黒猫
- 黒い足音
- 魅惑の口笛

## CD
- 黒猫／黒い足音 - ビクター
- 早すぎた奇才 山下毅雄の全貌 MISSION 1 アニメ編 - 日本クラウン
- 早すぎた奇才 山下毅雄の全貌 MISSION 2 ドラマ編 - 日本クラウン
- 早すぎた奇才 山下毅雄の全貌 MISSION 5 未発掘編 - 日本クラウン
- テレビオリジナルBGMコレクション ルパン三世 〜山下毅雄オリジナルスコアによる「ルパン三世」の世界〜 - 日本コロムビア
- ルパン三世 ´71 ME TRACKS - バップ

### カバー及びリミックス
- 山下毅雄を斬る（大友良英）
- ルパン三世主題歌II '99 MISSION 3
- ヤマタケマニア MISSION 4
- ルパン・ザ・フォース MISSION 6
- ヤマタケ・カーニバル MISSION 7

### 追悼盤
- ヤマタケTVヒッツ！
- ヤマタケ・フォーエバー
- ヤマタケ・ハードボイルド

## 書籍
- ヤマタケ★デラックス（発行：ブルース・インターアクションズ）
  - 企画・構成：山下透&山下毅雄研究所
  - 編集：駒形四郎、岸野雄一
  - 寄稿：石坂浩二、大友良英、加藤剛、小西康陽、しりあがり寿、杉作J太郎、藤城清治、吉井和哉、他